# Amorphoscelis subnigra
Amorphoscelis subnigra är en bönsyrseart som beskrevs av Werner 1933. Amorphoscelis subnigra ingår i släktet Amorphoscelis och familjen Amorphoscelidae. Inga underarter finns listade i Catalogue of Life.